# 戦勝記念パレード (1945年)
戦勝記念パレード（せんしょうきねんパレード、ロシア語: Парад Победы）は、1945年6月24日にソビエト連邦・モスクワの赤の広場で実施された軍事パレード。大祖国戦争（独ソ戦）におけるソ連の勝利を記念して実施された。
このパレード以降、戦勝記念パレードは1965年（戦勝20周年）、1985年（戦勝40周年）、1990年（戦勝45周年）に実施され、ソ連崩壊後は1995年以降毎年開催されている。

## 概要

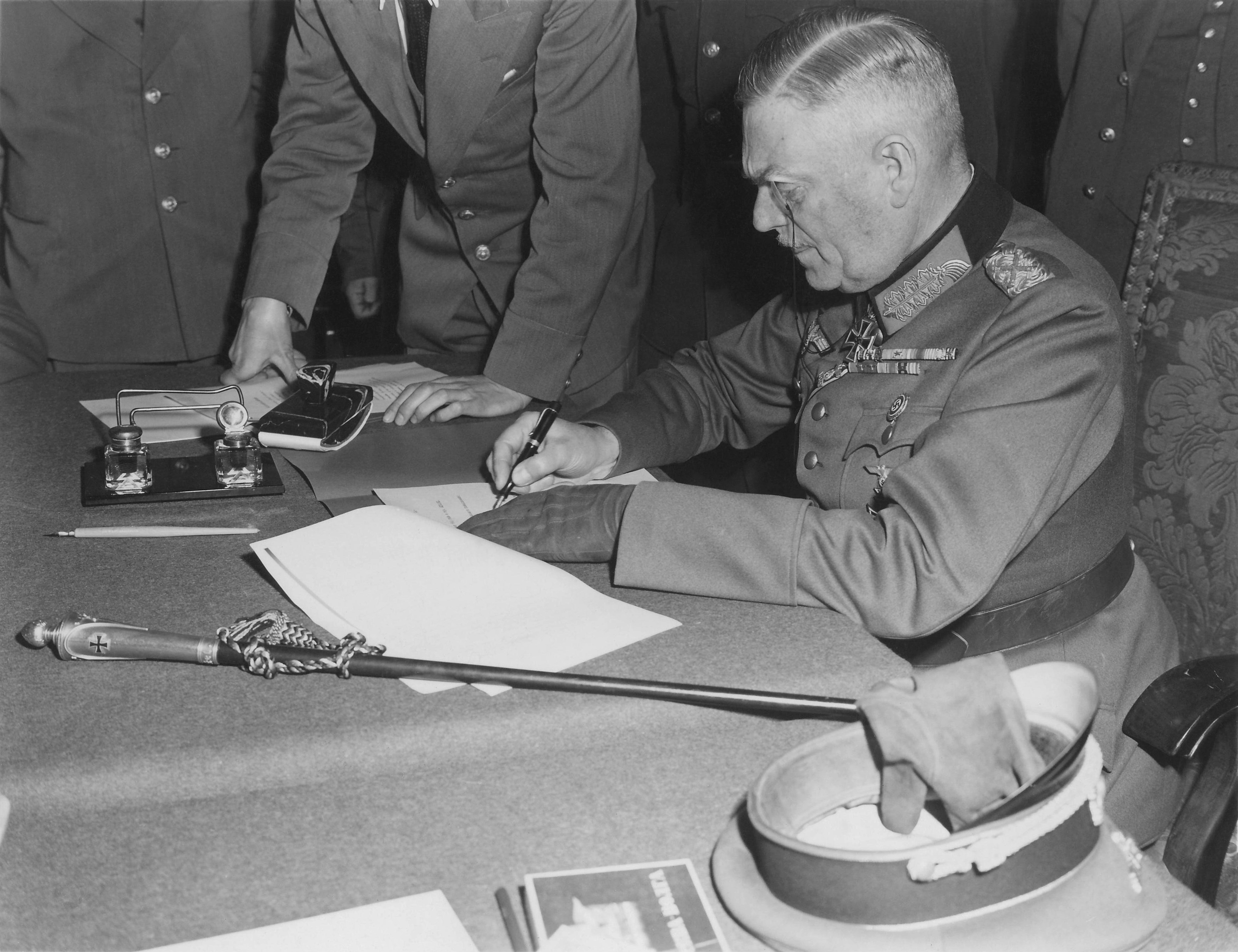
降伏文書に批准するヴィルヘルム・カイテルドイツ国防軍代表

### 第二次世界大戦
1939年、ナチス・ドイツとソビエト連邦は独ソ不可侵条約の秘密議定書に基づき、ポーランドに侵攻した。ポーランドを分割したドイツとソ連であったが、1941年6月22日に突如ドイツがバルバロッサ作戦を開始し、両国は戦争状態となった。一時はモスクワから数十kmまで進駐したドイツ軍であったが、時が経つにつれ劣勢に立たされ、1945年4月22日には赤軍がベルリンに侵入した。
4月30日にナチス・ドイツの総統であったアドルフ・ヒトラーが自死し、5月8日（モスクワ時間で5月9日）にはベルリンで降伏文書の批准式が行われた。降伏文書の批准式にはゲオルギー・ジューコフソ連邦元帥、アーサー・テッダー英軍元帥が連合国代表として、ヴィルヘルム・カイテル陸軍元帥がドイツ国防軍代表として降伏文書に批准した。

## パレードの実施まで

勝利の旗

5月15日、ソ連のヨシフ・スターリンは独ソ戦におけるソ連の勝利を祝福するためのパレードを実施することを決定した。

### 勝利の旗
勝利のパレードでは、ドイツ帝国議事堂に掲げられた勝利の旗の行進から始まることが考えられおり、帝国議事堂に旗を掲げた兵士らによって運ばれることが予定されていた。しかし、議事堂に旗を掲げたステパン・ノイストロエフ、ミハイル・エゴロフ、メリトン・カンタリア、アレクセイ・ベレスト全員が何らかの怪我を負っており、ノイストロエフに関しては5箇所で怪我を負っていた。この状況を鑑みたジューコフは、勝利のパレードに勝利の旗を掲げ行進する計画の中止を決定し、上の4人にパレードの招待状を送った。

### 勝利のパレードまでに授与された勲章

#### 勝利勲章・金星賞

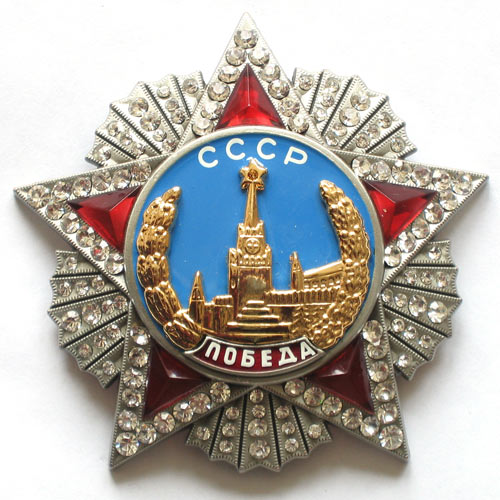
勝利勲章

5月24日、ソビエト連邦最高会議幹部会の副議長を務めていたニコライ・シュヴェルニクは、ソ連邦元帥のゲオルギー・ジューコフ、イワン・コーネフ、ロディオン・マリノフスキー、コンスタンティン・ロコソフスキー、フョードル・トルブーヒンに対し勝利勲章を授与し、6月12日には、ソ連最高会議幹部会議長を務めていたミハイル・カリーニンが、ゲオルギー・ジューコフ、イヴァン・コーネフ、コンスタンティン・ロコソフスキー、イヴァン・バグラミャン、アンドレイ・エリョーメンコの5人に対し、ソ連邦英雄の称号を授与することをそれを示す金星章も授与した。

#### 勝利メダル
上の勝利勲章やソ連邦英雄（金星章）に限らず、一般の兵士に対しても記念賞は授与され、勝利のパレードに参加したすべての兵士には1941年から1945年の大祖国戦争におけるドイツに対する勝利メダルが授与された。

## 規模

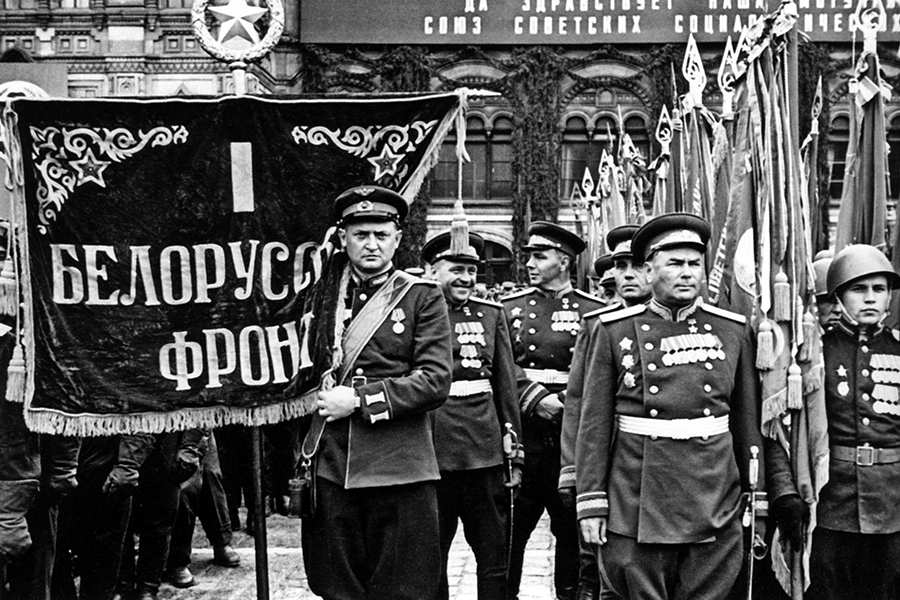
第一白ロシア戦線

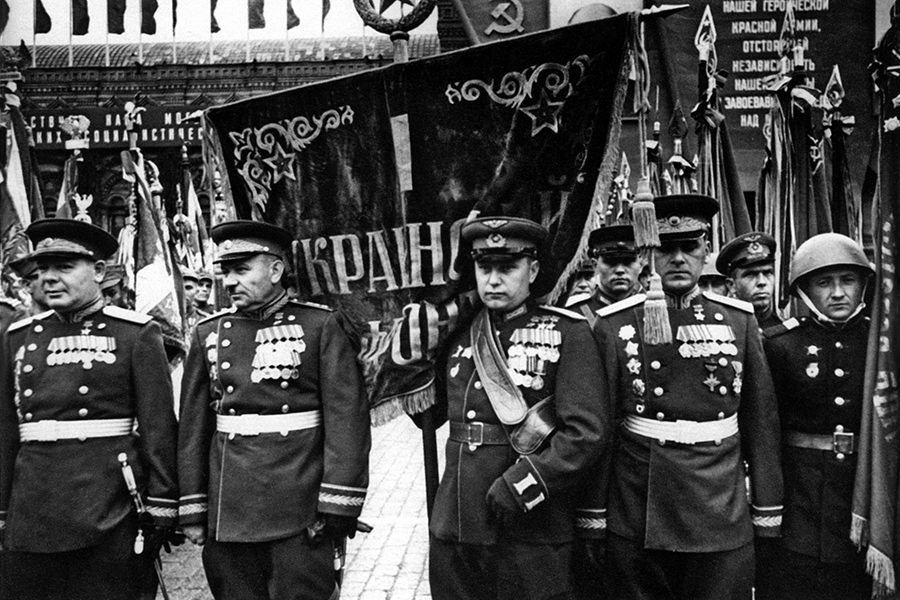
第一ウクライナ戦線

勝利のパレードには、24人のソ連邦元帥、249人の将軍、2,536人の将校（中尉から大佐まで）、31,116人の軍曹と兵士、1,400人の軍楽隊、1,850個の装備、合計35,325人が参加した。
| 部隊名                             | 部隊司令官                   | 階級     |
| ---------------------------------- | ---------------------------- | -------- |
| 第一白ロシア戦線                   | イヴァン・ロズリー           | 中将     |
| 第一ウクライナ戦線                 | グレブ・バクラノフ           | 少将     |
| 第二白ロシア戦線                   | コンスタンティン・エラストフ | 中将     |
| レニングラード戦線                 | アンドレイ・スツチェンコ     | 少将     |
| 第二ウクライナ戦線                 | イヴァン・アフォーニン       | 中将     |
| 第三ウクライナ戦線                 | ニコライ・ビリュコフ         | 中将     |
| 第三白ロシア戦線                   | ピョートル・コシェヴォイ     | 中将     |
| 第一バルト戦線                     | アントン・ロパティン         | 中将     |
| カレリア戦線                       | グリコリー・カリノフスキー   | 少将     |
| 第四ウクライナ戦線                 | アンドレイ・ボンダレフ       | 中将     |
| ソ連海軍人民委員会                 | ウラジーミル・ファデエフ     | 副提督   |
| 国防人民委員会                     | アレクセイ・タラソフ         | 中将     |
| フルンゼ陸軍士官学校               | ニカンデル・チビソフ         | 上級大将 |
| ミハイロフスキー軍事砲兵アカデミー | ヴァシリー・ホフロフ         | 上級大将 |
| 装甲科軍事アカデミー               | グリコリー・コヴァリョフ     | 中将     |
| 赤軍航空隊指揮航法アカデミー       | ピョートル・イオノフ         | 中将     |
| 陸軍航空士官学校                   |                              |          |

## 旗の投げ捨て

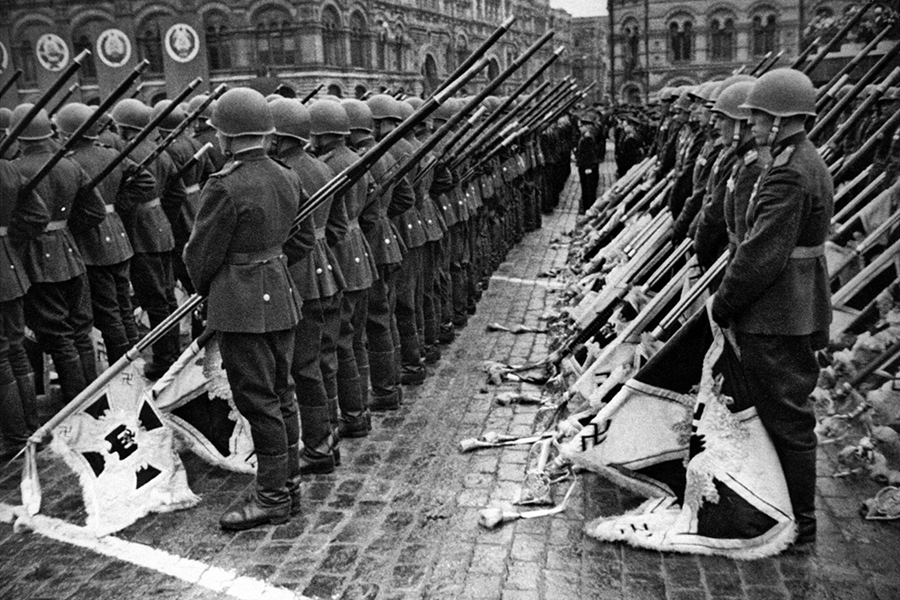
ドイツ軍の軍旗を下にして持つ兵士

勝利のパレードでは、赤軍と交戦したドイツ軍の軍旗をレーニン廟の前に投げ捨てるという演出があった。

## 以後のパレード
戦争が終結して2年後の1947年から1964年まで、戦勝記念日である5月9日は祝日にならなかった。戦勝記念日が祝日にならなかったことに関しては様々な説があり、「市町村復興に国を挙げて取り組んでいたため」という説と、「スターリンが5月9日を戦争の犠牲者を追悼する日で、祝うことなど何もないと考えていた」という説が有名である。

### 1965年

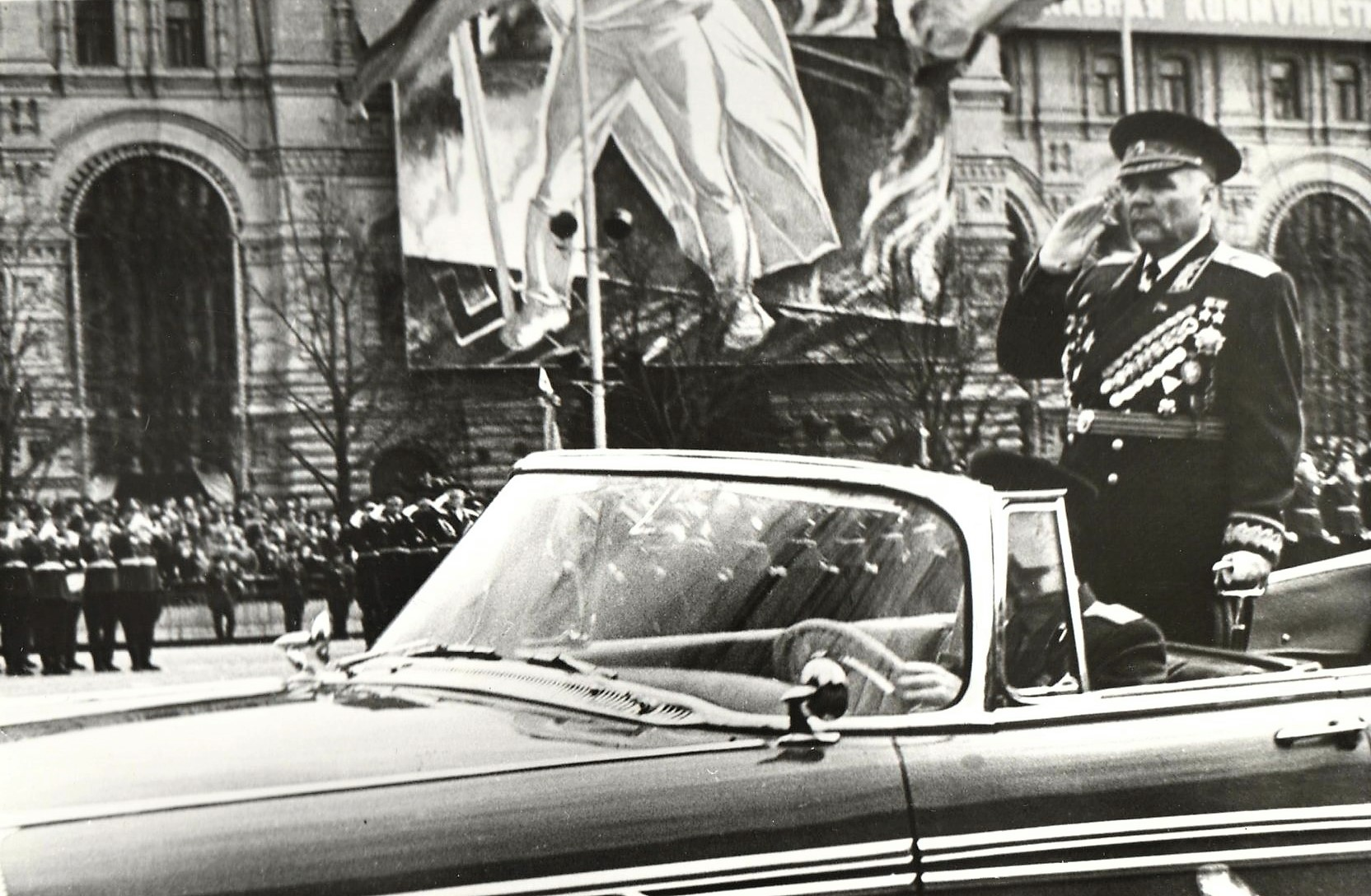
巡閲するロディオン・マリノフスキー元帥 (1965年)

大祖国戦争終結から20年後の1965年、レオニード・ブレジネフ第一書記は対ナチス・ドイツ戦勝20周年記念パレードを実施した。このパレードでは、1945年のパレードでは実現できなかった勝利の旗の行進が初めて実施された。勝利の旗の行進では、コンスタンティン・サムソノフが戦勝旗を掲げ行進したが、サムソノフの左右には、1945年のパレードでは怪我のために行進することのできなかったエゴロフとカンタリアが整列し、共に赤の広場を行進した。

### 1985年

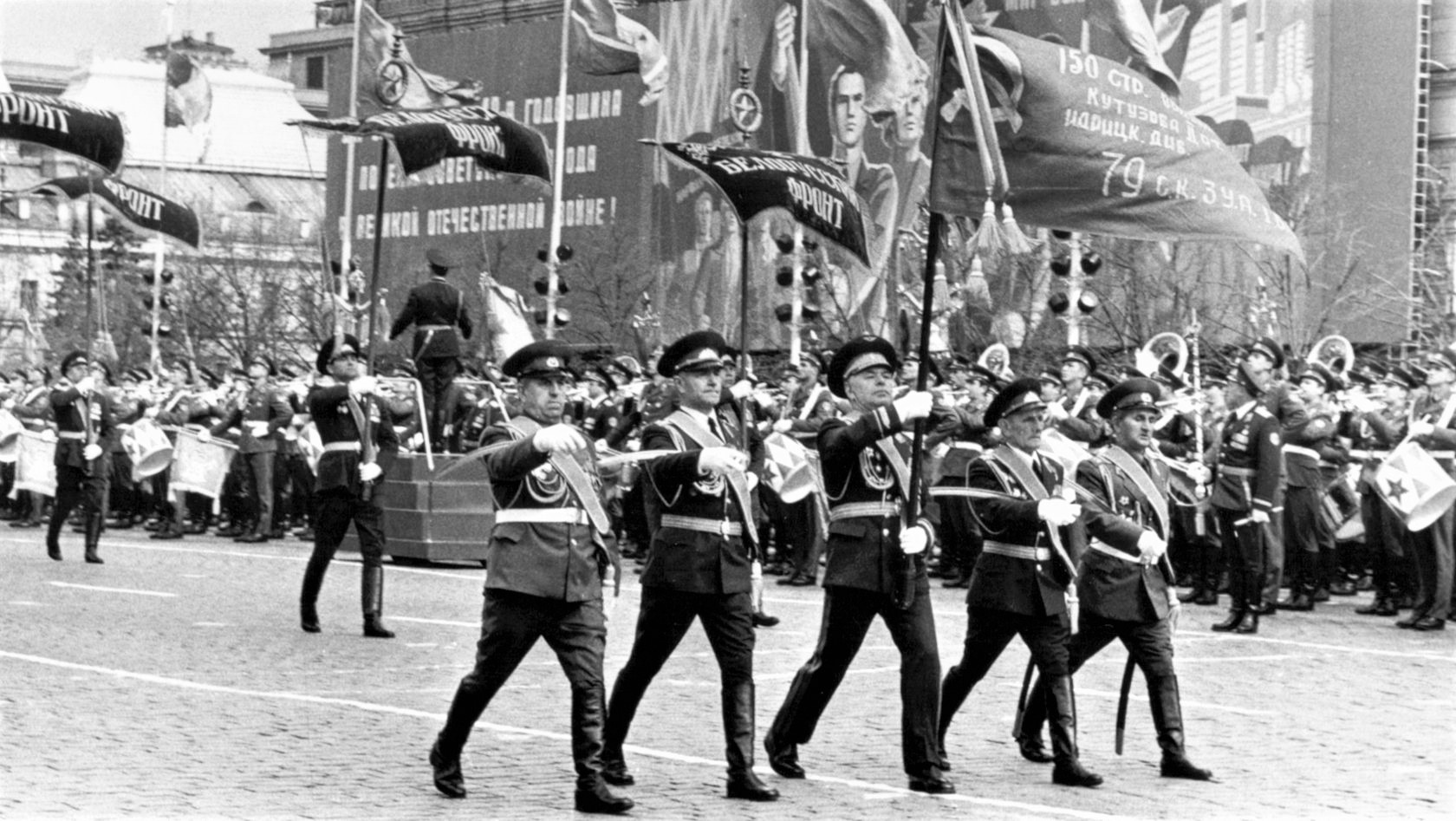
勝利の旗を掲げ赤の広場を行進する兵士たち（1985年、左からニコライ・クズネツォフ、ステパン・ノイストロエフ、ニコライ・ソコモロホフ、パヴェル・リトヴィネンコ）

終戦から40年後の1985年、赤の広場では20年ぶりの戦勝記念パレードが実施された。このパレードは3月に最高指導者の座に就いたばかりのミハイル・ゴルバチョフの下で実施され、最新鋭の装備が公開された。また、このパレードにはポーランド人民軍も参加した。

### 1990年
終戦45年後の1990年、赤の広場でソ連時代最後となる戦勝パレードが実施された。このパレードでは、歩兵部隊の行進終了時（車両行進の直前）に、スヴォーロフ軍事学校とナヒーモフ海軍幼年学校の生徒がレーニン廟上に上り、ゴルバチョフら政権幹部に花を渡した。

### 1995年

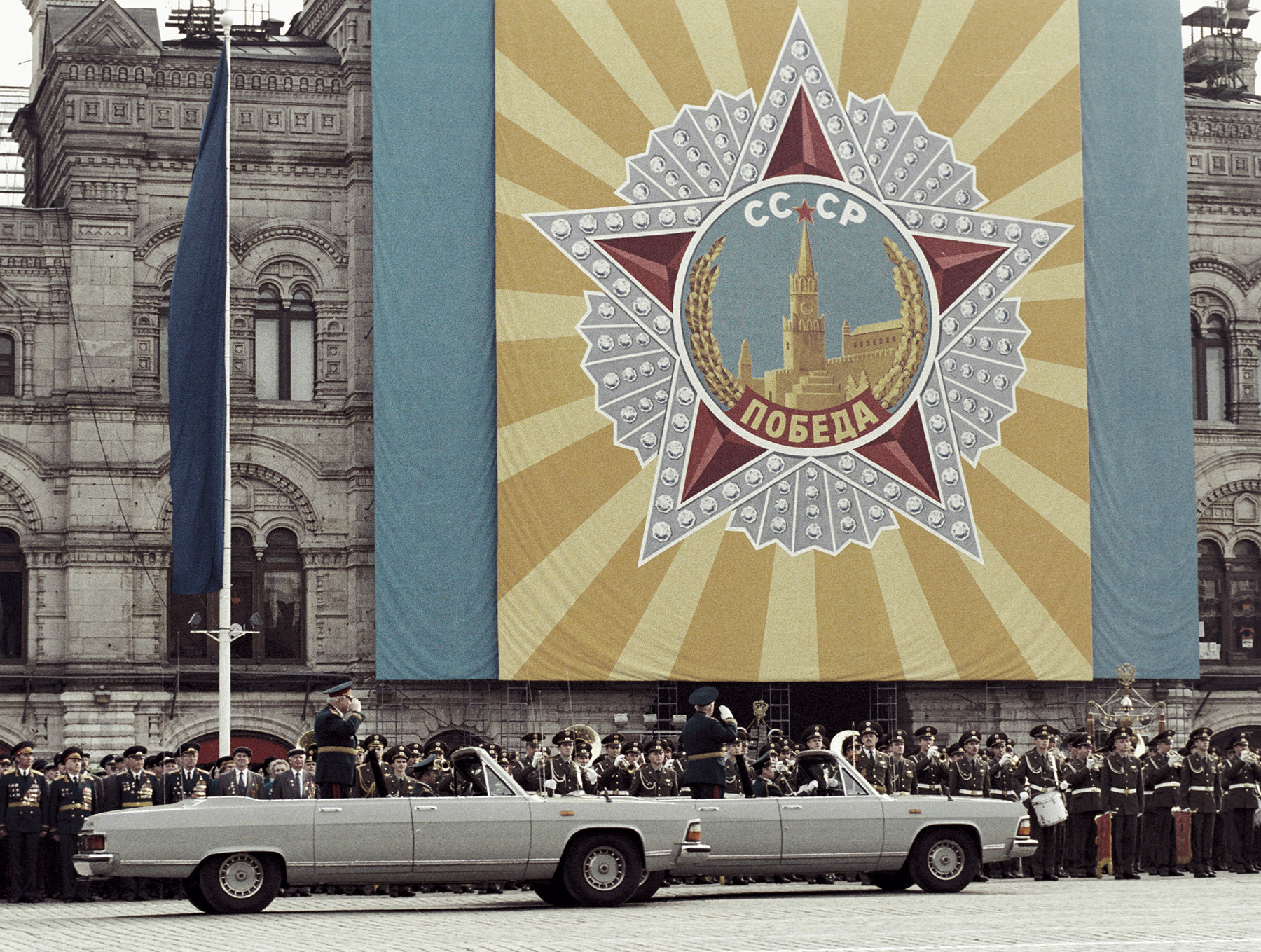
参加部隊に対する巡閲を行うヴィクトル・クリコフ元帥 (1995年)

大祖国戦争終結から半世紀、ソ連崩壊から4年後の1995年、赤の広場で5年ぶりの軍事パレードが実施された。戦勝50周年記念パレードには、冷戦で敵対関係にあった西側諸国の首脳らなど、最終的に56カ国からの要人が出席した。このパレードには4,980人もの退役軍人が招待された。

### 2005年

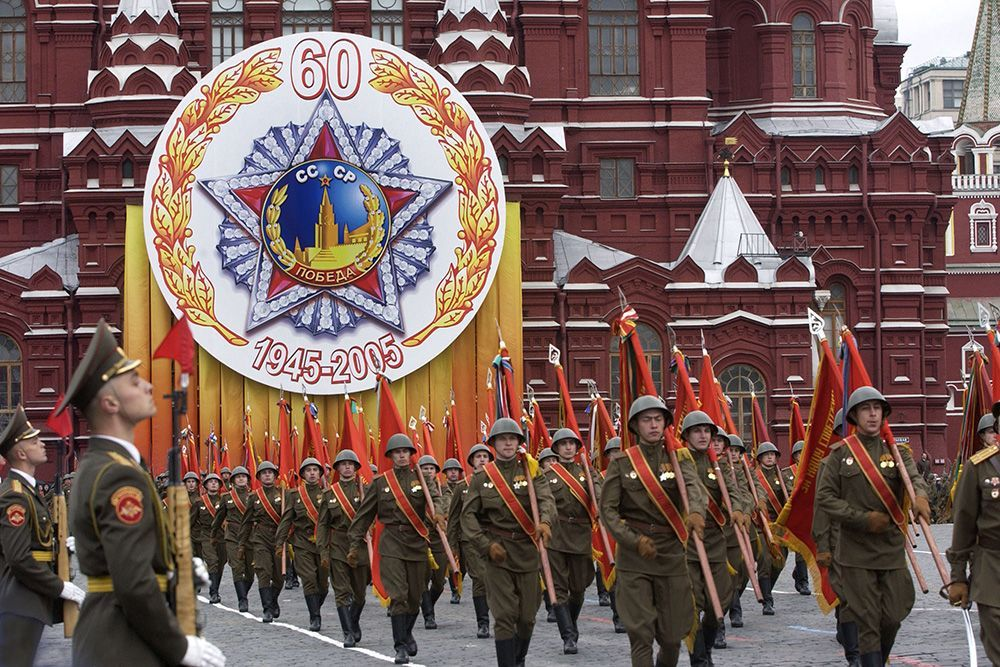
赤の広場を行進する兵士たち

2005年に実施された対ナチス・ドイツ戦勝60周年記念パレードでは、セルゲイ・イワノフが受閲官を務めた。また、サンクトペテルブルクやエカテリンブルクなどの都市でもパレードが実施された。
パレードに参加した外国要人
役職名はすべて当時のもの
- ルーマニア ミハイ1世
- アメリカ合衆国 ジョージ・W・ブッシュ大統領
- ドイツ ゲアハルト・シュレーダー首相
- フランス ジャック・シラク大統領
- 日本 小泉純一郎内閣総理大臣
- 中国 胡錦濤国家主席
- 韓国 盧武鉉大統領
- インド マンモハン・シン首相
- イタリア シルヴィオ・ベルルスコーニ首相
- セルビア・モンテネグロ スヴェトザル・マロヴィッチ大統領
- イギリス ジョン・プレスコット副首相
- ラトビア ヴァイラ・ヴィーチェ＝フレイベルガ大統領
- 独立国家共同体 独立国家共同体加盟国の指導者